# スミス&ウェッソン
スミス&ウェッソン（英:Smith & Wesson、NASDAQ: SWBI）、通称S&Wは1852年にホーレス・スミス（Horace Smith, 1808年10月28日 - 1893年1月15日）とダニエル・ベアード・ウェッソン（Daniel Baird Wesson, 1825年5月18日 - 1906年8月4日）が設立した、アメリカ合衆国最大規模の銃器メーカー。マサチューセッツ州スプリングフィールドに本社をもつ。
創業当初は回転式拳銃を中心に生産や販売を行い、1950年代に入ってからは自動拳銃の販売も本格的に始めた。現在はナイフや手錠、タクティカルペンも生産している。

## 歴史
1852年、ボルカニックピストルの愛称が付いた、レバーアクションライフルを製造するための会社として設立された。同社はボルカニック・リピーティングアームズ（Volcanic Repeating Arms Company）として知られるようになったが、財政難のため大部分の所有権がオリバー・ウィンチェスターに譲渡された。これがウィンチェスター・リピーティングアームズの始まりである。
1856年、2人は新しいリボルバーと弾薬を製造する会社を立ち上げるため、ボルカニック・リピーティングアームズから独立。同年2人は、元コルト社従業員ロリン・ホワイトから、貫通型シリンダーを使用したリボルバーの特許の工業権を得ており、1857年マサチューセッツ州スプリングフィールドの小さな工場で、記念すべき第1号モデル「No.1」（.22口径）の製造を開始した。当初の売れ行きは低調だったが徐々に販売数を伸ばし、1860年には4階建ての新工場を完成させるに至った。この背景には貫通シリンダーと金属カートリッジを使った、全く新しいリボルバーが、南北戦争にちょうど間に合った理由がある。事実、No.1のボアアップ型であるNo.2（.32口径）は、南北戦争勃発の2か月後の1861年6月に販売を開始したが、北軍将兵に売れ行きが良く、1862年には予約数が向こう3年分の生産予定分を上回っていたと言う。ちなみに坂本龍馬はNo.2を所持・愛用していたが、寺田屋事件の際に紛失してNo.1を購入、暗殺時も携帯していた。
1873年、スミスが全経営権をウエッソンに譲って引退すると、ウエッソンは既に社員として働いていた3人の息子とともに“ウエッソン体制”を作り上げる。長男のウォルターは経理担当、次男のフランクは工場の助監督、三男のジョセフは技術畑と要所を押えていた。事後にフランクは急逝したが、父と息子2人の3人で共同経営を行っていった。
1906年にダニエルが死去すると、強力な指導者を失った会社は派閥争いなどの内紛を生じ始める。社長に就任したウォルターとジョセフとの間の派閥争いの妥協案として、交互に社長職に就いた時期もあったという。
しかしウォルターが病に倒れると、ジョセフが次の社長として正式に就任した。ジョセフは元々技術畑出身の人間であり、今あるリボルバーのリバウンドスライドや、1917リボルバーなどのハーフムーンクリップは彼の発明による。ちょうどその頃第一次世界大戦が勃発。S&Wも軍からの増産要求に応えて大量の銃器を生産し続けた。しかし大戦終結に伴って軍用銃の放出、安価な輸入品の流入、そして戦争の反動による銃への反対運動などが会社を窮地に追い込んだ。
ジョセフの死によって社長に就任した、甥でフランクの遺児のハロルドは、様々な方策を立てて会社の建て直しに苦心した。トイレの部品や安全剃刀の刃研ぎ器などを作り、失笑を買ったこともあったという。更に32ACPオートや22シングルショットの売れ行き不振で窮地に立たされたハロルドが、英軍に強引に契約させた新型突撃銃開発プロジェクトが頓挫、前納金100万ドルの返納を要求され、とうとうS&Wの経営は行き詰まる。
そして不振打開のための経営コンサルタントとして招致されたヘルストロムが、S&W中興の祖となった。ヘルストロムは高給と工場の自由裁量権をハロルドに認めさせると、事態の打開に乗り出した。新型突撃銃の開発能力欠如を社に認めさせ、英軍とは前納金をリボルバーの物納で弁済する交渉を成功させたのである。その後第二次世界大戦中、ヘルストロムは工場における生産を監督し続け、新工場を建設するまでに業績を回復させた。世界大戦の終了により一旦休暇を取って社の経営から離れたヘルストロムであったが、1946年にハロルドが他界すると、S&W一族と役員会の決定により、当時副社長だったヘルストロムが新社長に選出された。
2016年11月7日、アメリカン・アウトドア・ブランズ（American Outdoor Brands）に社名変更することが発表された。ブランド名は維持される方針。

## リボルバーのフレームについて
リボルバーのフレームサイズに独自の規格を定めている。
以下では小さいものから順に並べる。K、L、Xフレームはグリップ形状がラウンドタイプであれば、グリップを共用することが可能である。
- Jフレーム - M36など。廃止されたIフレームは、系統的にはこのフレームに移行。
- Kフレーム - M10、M19など。
- Lフレーム - M686、M69など。
- Nフレーム - M22、M27、M29など。
- Xフレーム - M500など。

上記規格と異なるフレームは以下の通り。
- Zフレーム - 特殊な形状・大きさのフレーム。ガバナーなど。グリップ形状は前述のK、L、Xフレームのラウンドタイプと同様となっている。
- Mフレーム - 1902年～1921年まで作られた22口径7連発の小型リボルバー、".22ハンドエジェクター"のみで、現在では廃止された。

## 製品

### リボルバー
S&W社ではNo.2リボルバー以降、自社の生産するリボルバー（そこから派生した現行モデルも含む）にはモデルナンバーの他、ニックネーム（以下のカッコ書き）をつけて販売していた。現在のようにモデルナンバーを使って分類するようになったのは、1957年以降である。
- No.1
- No.2（アーミー）
- No.1 1/2

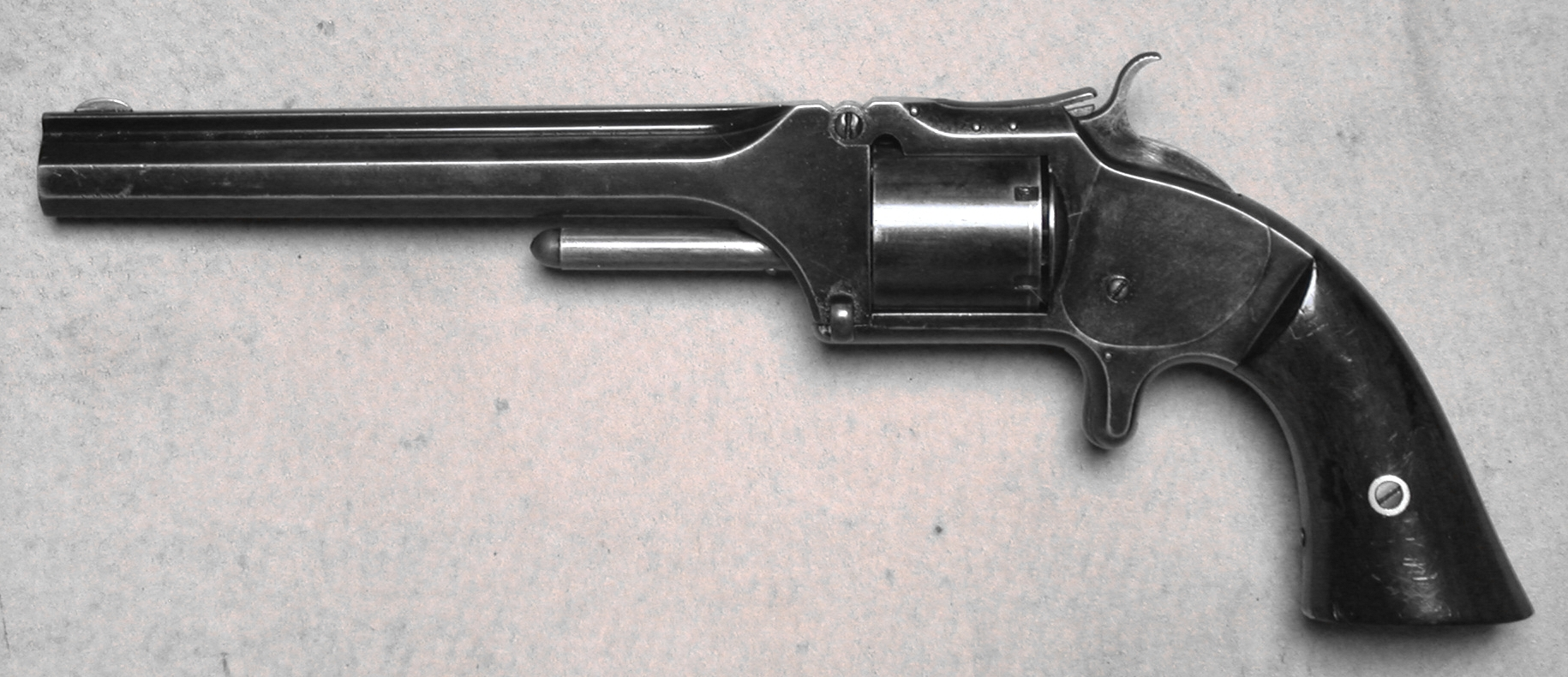
No.2

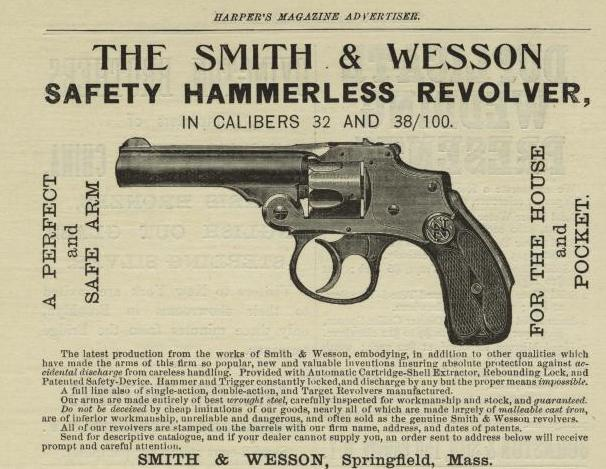
セーフティハンマーレスが載った1899年の雑誌広告

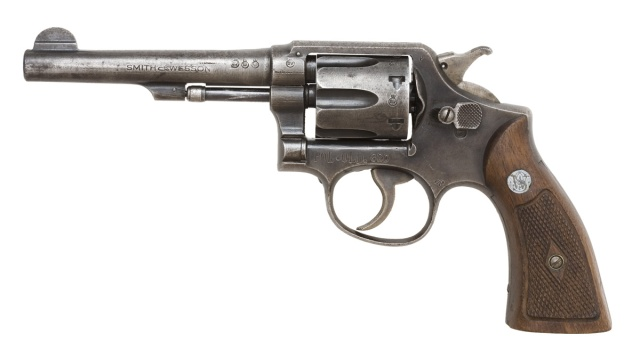
M10

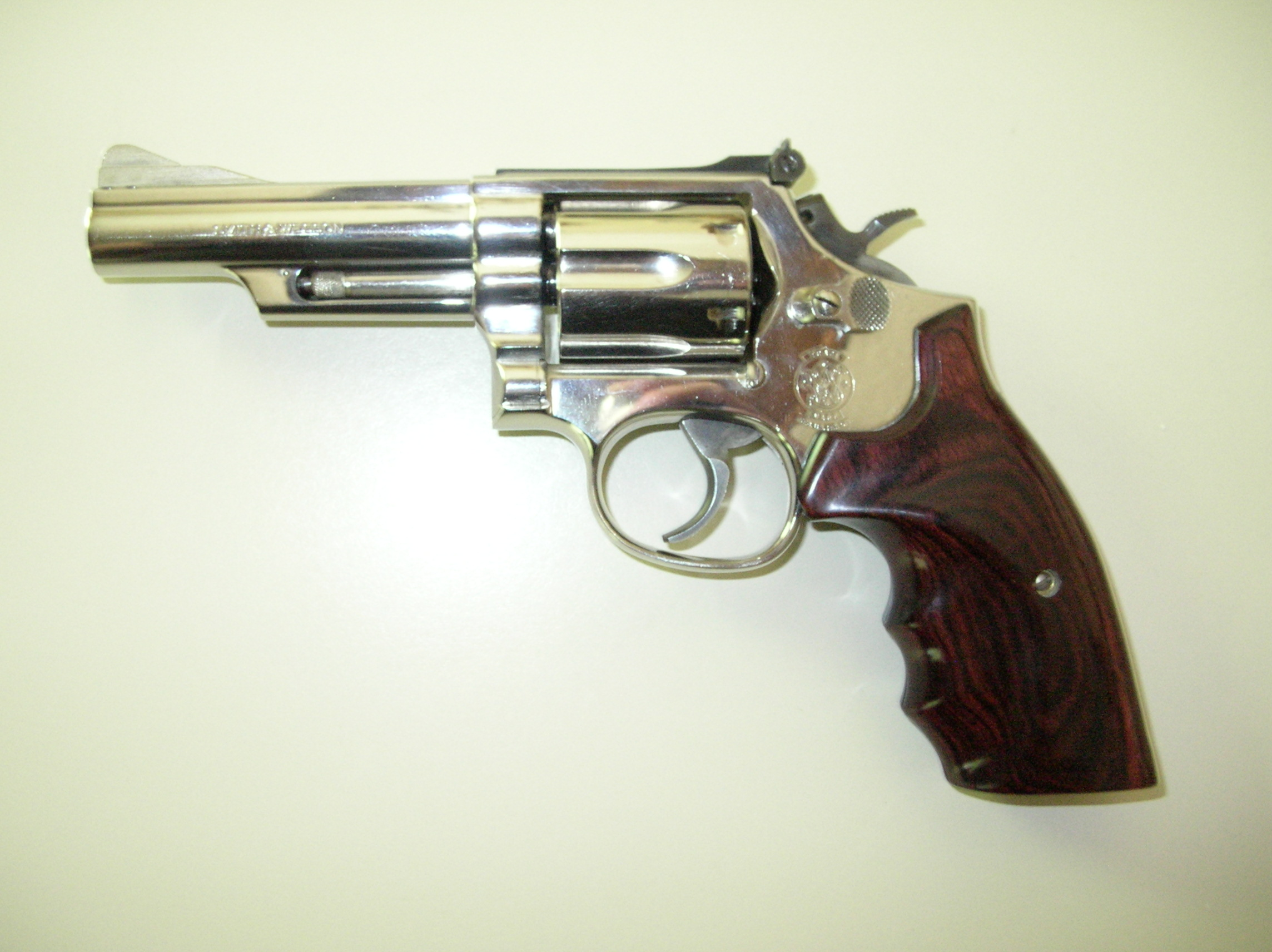
M19-5

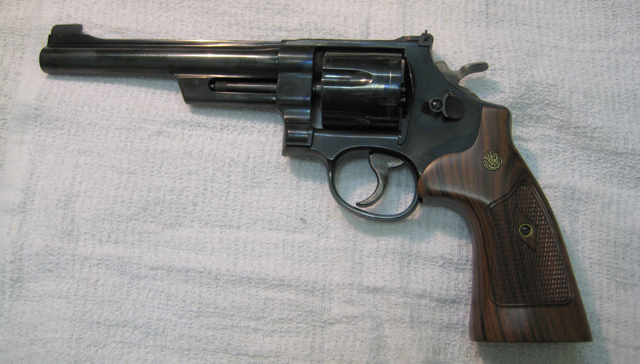
M27

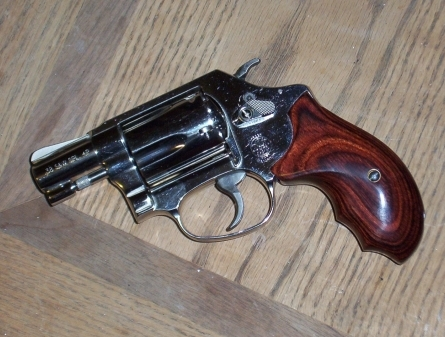
M36-10

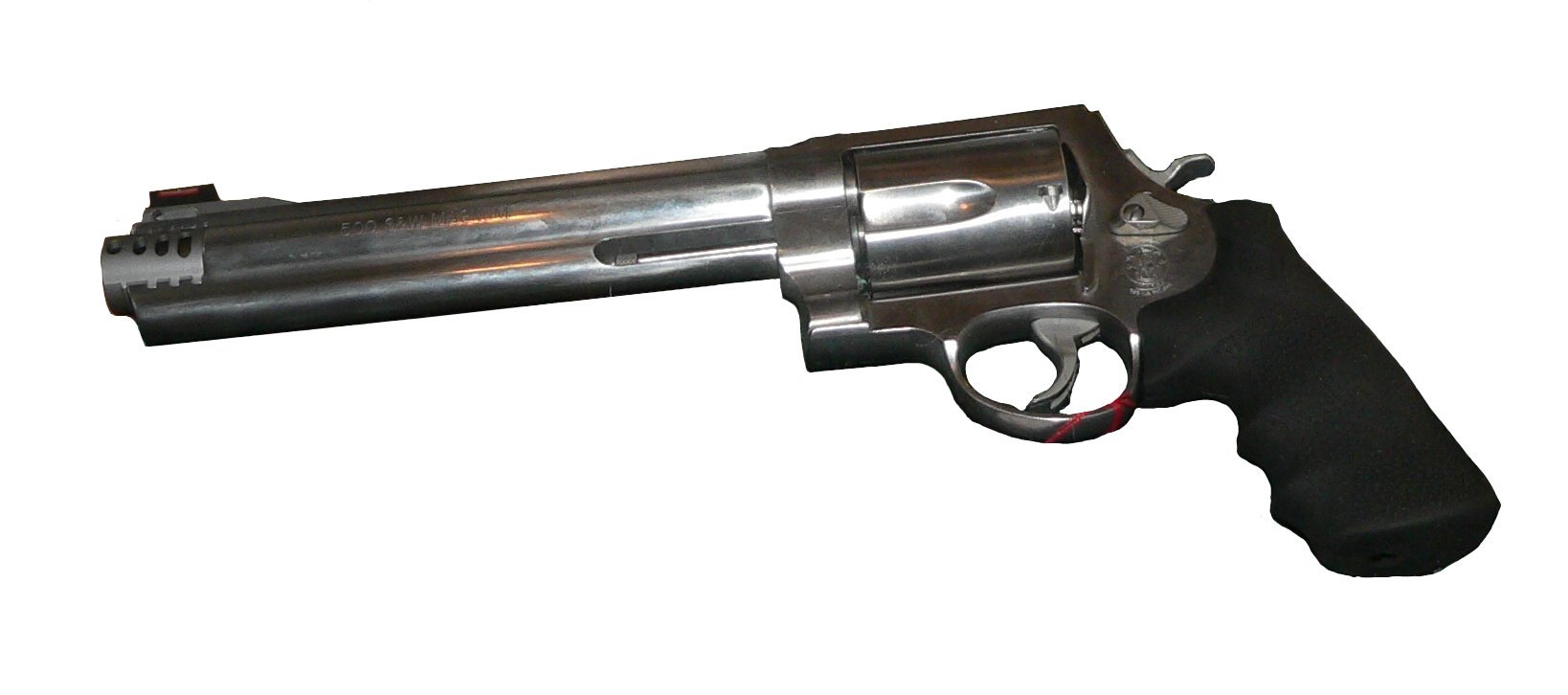
M500

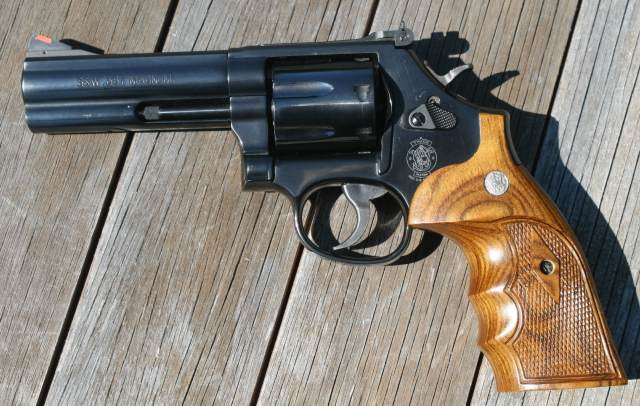
M586-7

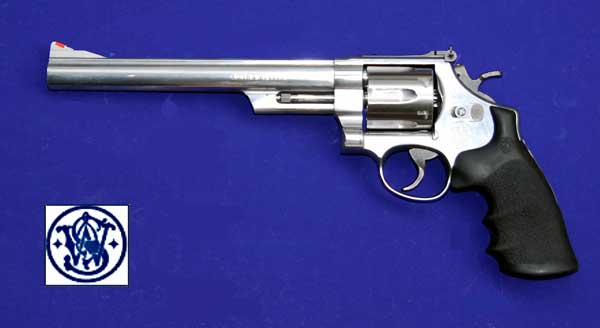
M629

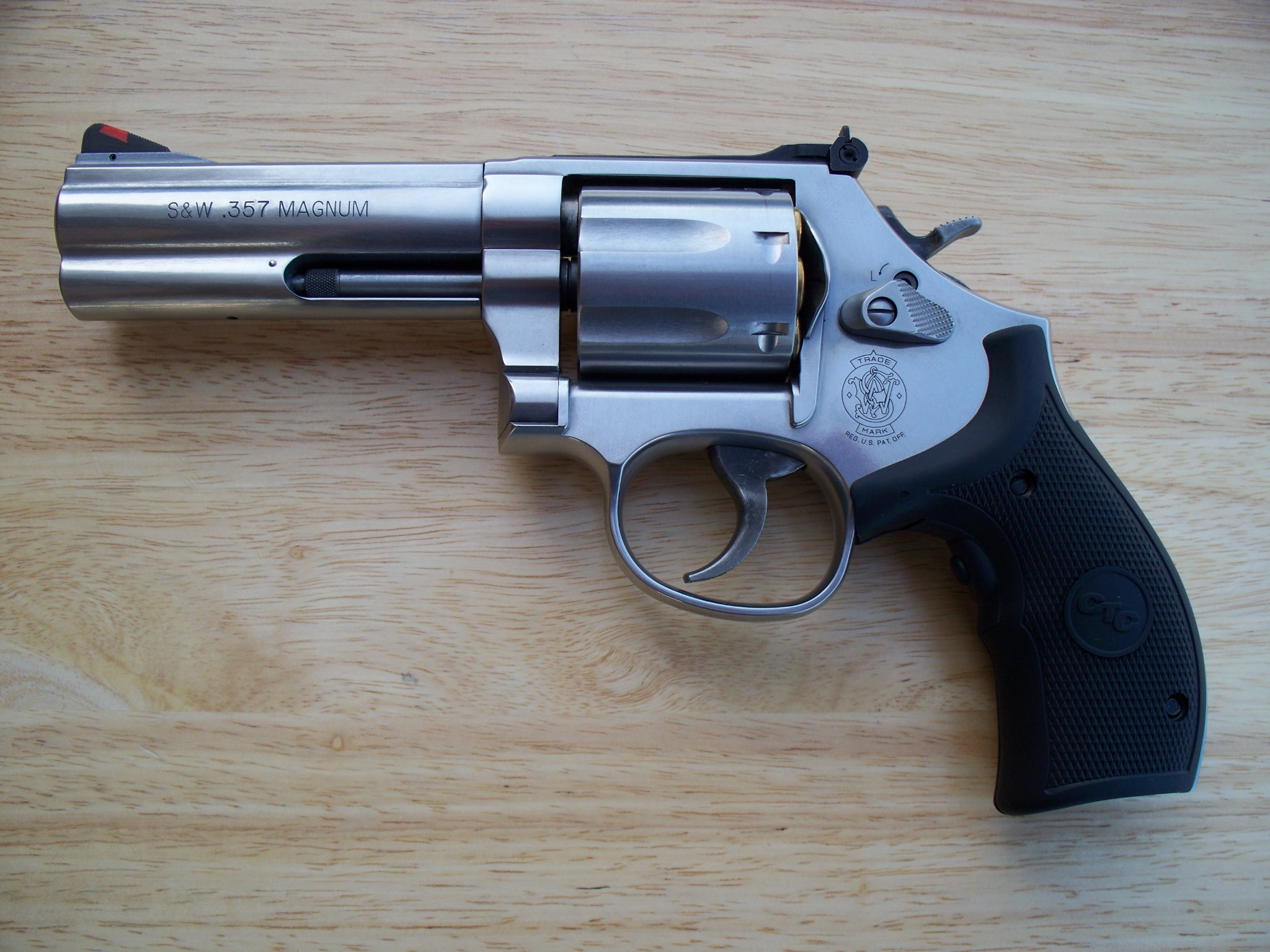
M686

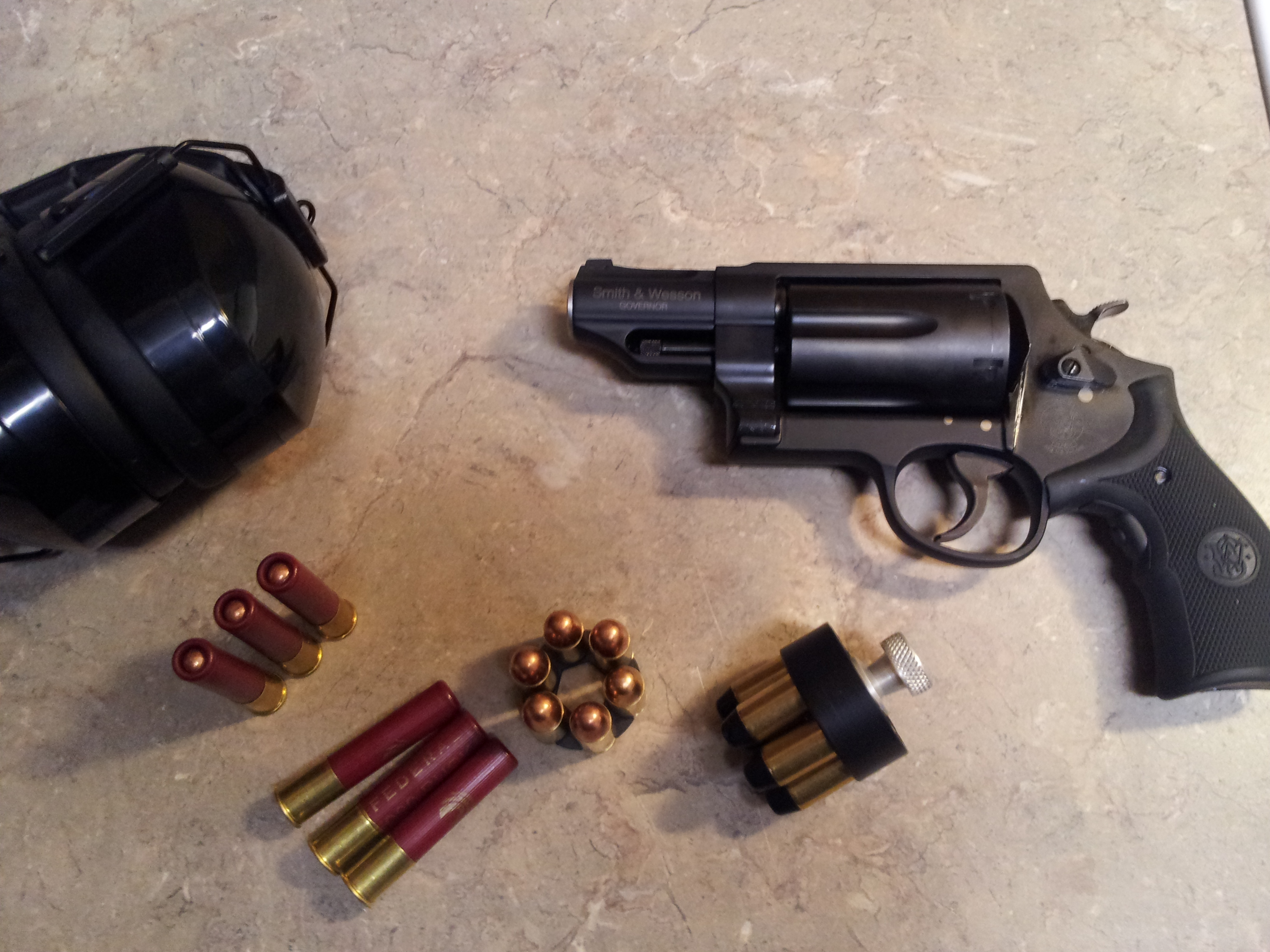
Governor

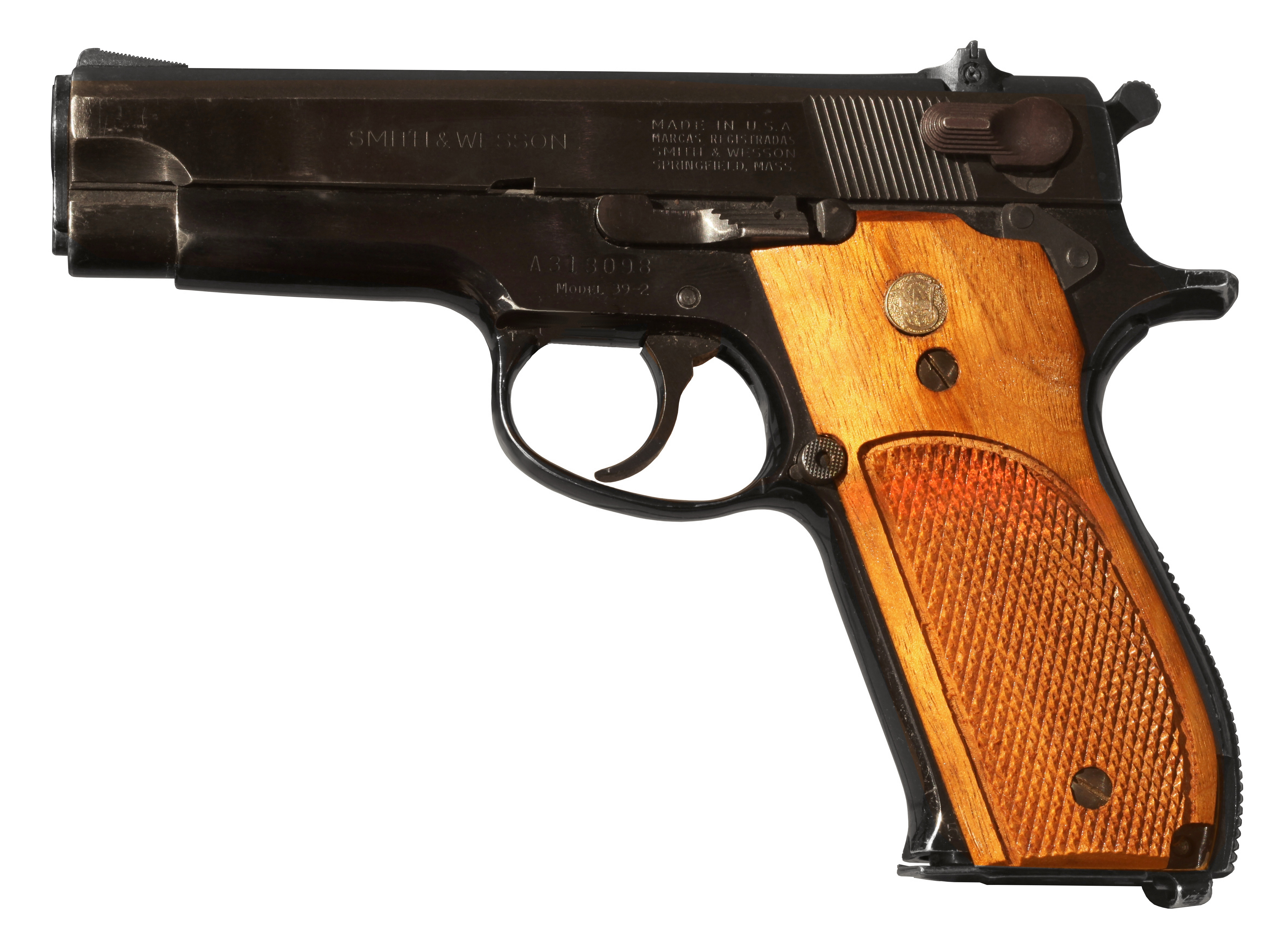
M39

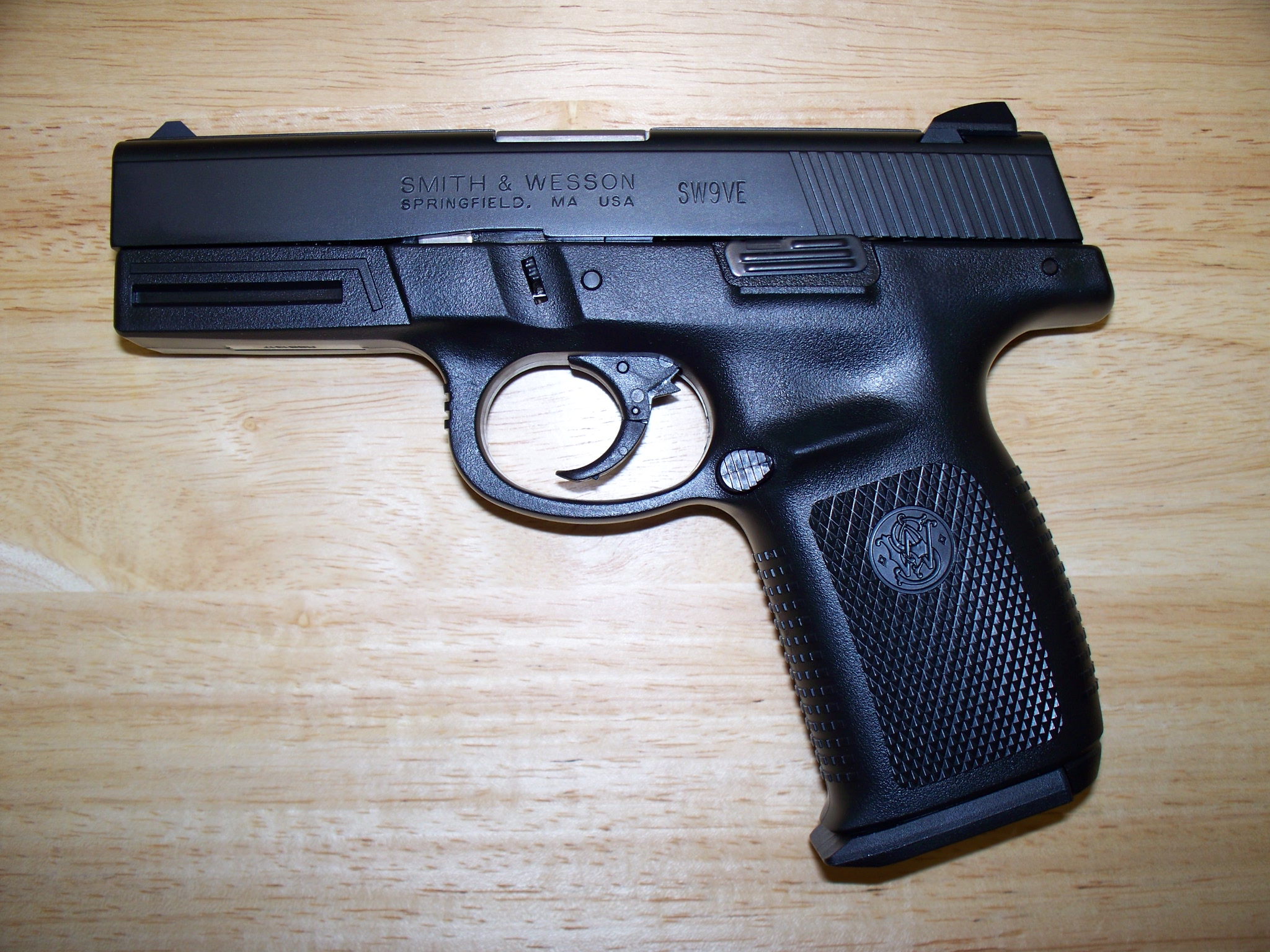
シグマ

- No.3（ロシアン、アメリカン、スコーフィールド他）
- セーフティハンマーレス（.32S&W or .38S&W）
- M10（.38ミリタリー&ポリス）
- M11（.38/.200）
- M12（.38ミリタリー&ポリスエアウェイト）
- M13（.357マグナム・ミリタリー&ポリス）
- M14（K-38マスターピース）
- M15（K-38コンバットマスターピース）
- M16（K-32マスターピース）
- M17（K-22マスターピース）
- M18（K-22コンバットマスターピース）
- M19（.357コンバットマグナム） Kフレーム
- M20（.38/44ヘビーデューティー）
- M21（.44ハンドエジェクター・モデル・オブ1950・ミリタリー）
- M22（.45ハンドエジェクター・モデル・オブ1950・ミリタリー）
- M23（.38/44アウトドアーズマン）
- M24（.44ハンドエジェクター・フォースモデル）
- M25（.45ハンドエジェクター・モデル・オブ1955）
- M26（.45ハンドエジェクター・モデル･オブ1950ターゲット）
- M27（.357マグナム）
- M28（.357ハイウェイパトロールマン）
- M29（.44マグナム） Nフレーム
- M30（.32ハンドエジェクター）
- M31（.32レギュレーションポリス）
- M32（.38テリア）
- M33（.38レギュレーションポリス）
- M34（.22/.32キットガン）
- M35（.22/32ターゲット）
- M36（チーフスペシャル） Jフレーム
- M37（チーフスペシャル・エアウェイト） Jフレーム
- M38（ボディーガード・エアウェイト） Jフレーム
- M40（センティニアル） Jフレーム
- M42（センティニアル・エアウェイト） Jフレーム
- M43（.22/32キットガン・エアウェイト）
- M44
- M45（.22ミリタリーポリス）
- M48（K-22マスターピース・マグナム）
- M49（ボディーガード） Jフレーム
- M50（チーフスペシャル・ターゲット） Jフレーム
- M51（.22/32キットガン・マグナム）
- M53（.22センターファイア・マグナム・ジェット）
- M56（KXT-38 USAF 2インチ・コンバット・マスターピース 米空軍向け）
- M57（.41マグナム）
- M58（.41マグナム・ミリタリー&ポリス）
- M60（チーフスペシャル・ステンレス）
- M63（.22/.32キットガン・ステンレス）
- M64（.38ミリタリー&ポリス・ステンレス）
- M65（.357マグナムミリタリー&ポリス・ステンレス）
- M66（.357コンバットマグナム・ステンレス）
- M67（.38コンバットマスターピース・ステンレス）
- M68（.38カリフォルニア・ハイウェイ・パトロール）
- M69（.44コンバットマグナム・ステンレス） Lフレーム
- M317（.22エアライト・キットガン）
- M337（.38エアライト・キットガン）
- M396（.44エアライト・マウンテンライト・キットガン）
- M327（.357マグナム・ミリタリー&ポリス） Nフレーム
- M329（.44マグナム・スカンジウム） Nフレーム
- M340PD（.357マグナム, .38スペシャル） Jフレーム
- M360（.357マグナム・エアライト） Jフレーム
- M360 キットガン
- M460（.460S&Wマグナム） Xフレーム
- M500（.500S&Wマグナム） Xフレーム
- M520（.357ミリタリー&ポリス）
- M547（9mmミリタリー&ポリス）
- M581（.357ディスティングィッシュド・サービス・マグナム） Lフレーム
- M586（.357ディスティングィッシュド・コンバット・マグナム） Lフレーム
- M657（.41マグナム・ステンレス）Nフレーム
- M610（10mm・ステンレス） Lフレーム
- M617（K-22マスターピース・ステンレス・フルラグ）
- M627 Nフレーム
- M629（.44マグナム・ステンレス） Nフレーム
- M640（.38センティニアル・ステンレス）
- M642（センティニアル・ステンレス・エアウェイト）
- M681 Lフレーム
- M686（ディスティングィッシュド・コンバットマグナム・ステンレス） Lフレーム
- M929 Nフレーム
- M940 センティニアル（9mm・ステンレス）
- ガバナー Zフレーム

### 単発式
- .22シングルショット
- .22ストレートライン

### オートマチックピストル
- M1913
- M39シリーズ
- M59
- ASP
- M&Pピストル
- M41
- M61エスコート
- SW99シリーズ - ワルサーP99のライセンス生産型。
- SW1911シリーズ - M1911のパテント失効後のクローンモデル。
- シグマ
- PC 356
- ボディガード380
- SDピストル

### サブマシンガン・ライフル
- M76 - カールグスタフm/45の代替改良型。
- M&P15シリーズ - AR-15のライセンス生産型。
- S&W M1500 - 豊和M1500のOEM供給。

### ショットガン
1970年代中盤、S&W社は日本の豊和工業と業務提携を行い、ショットガン市場に参入した。ガスオートは豊和からのOEM、ポンプアクションは米国の自社工場で生産を行っていたが、1986年頃に市場撤退。20年後の2006年、上下・水平二連銃のエリート・シリーズとガスオートのM1000シリーズで再参入した。
時期不明
- イーストフィールド916A

1975? - 1986?
- S&W M1000 - 豊和工業からのOEM供給型。
- S&W M916 - 自社開発のポンプアクション散弾銃。
- S&W M3000 - 1980年より市場投入されたM1000を元にしたポンプアクション散弾銃。豊和からのOEM供給型。

2006 - 
- S&W M1012/S&W M1020 - トルコATA arms社からのOEM供給型。12GA/20GA。
- S&W エリート・ゴールド - 20GAの水平二連銃。
- S&W エリート・シルバー - 12GAの上下二連銃。

### 弾薬
ここでは、S&W社単体で開発した物だけでなく、他社との共同で開発した物も取り上げる。
- .22ショート・リムファイア弾
- .22ロング・リムファイア弾
- .22レミントン・ジェット弾
- .32ショート・リムファイア弾
- .32ロング・リムファイア弾
- .32S&Wショート弾
- .32S&Wロング弾
- .32-44S&Wギャラリー弾
- .35S&Wオート弾
- .38S&Wセルフ・リュブリケート弾
- .38-44S&Wターゲット弾
- .38S&Wスペシャル弾
- .356TSW弾
- .357S&Wマグナム弾
- .40S&W弾
- .41レミントン・マグナム弾
- .44アメリカン弾
- .44ロシアン弾
- .44S&Wスペシャル弾
- .44レミントン・マグナム弾
- .45S&W弾
- .45S&Wスコフィールド弾
- .460S&Wマグナム弾
- .500S&Wマグナム弾

### その他の製品
前述のシースタイプやフォールディングタイプ、カランビットタイプ、ククリタイプ等のナイフやタクティカルペン、手錠の他にも、タクティカルアックス、タクティカルライト、ガンホルスターや自社のロゴ入りのパッチ、ピン等を生産している。